# 서재익
서재익(徐在益, 1905년 9월 7일~1943년 6월 23일)은 한국의 독립운동가이다.

## 생애
1905년 9월 7일에 대한제국 전라남도 광주에서 태어났다. 1923년 4월에 적우소년회(赤友少年會) 창립에 참여하여 위원장으로 활동했으며, 1926년 11월 25일에는 적심단(赤心團) 창립총회에 참여하여 총무로 선출되기도 했다. 1927년에 광주청년동맹(光州靑年同盟)에 가입해 활동했의며, 1928년 8월 5일 전남소년연맹 창립총회에 참가했다가 일경에 체포되었다.
1928년 10월 5일, 광주고등보통학교의 교우인 정동화(鄭東華), 윤승현(尹昇鉉), 이대기(李大基), 최규창(崔圭昌) 등과 함께 동맹휴교 반대 인사들을 비판하는 내용의 전단을 인쇄하여 광주시내에 살포해 징역 6월에 집행유예 2년을 받았다.
1930년 11월에는 조선청년동맹 중앙집행위원으로 선출되어 활동하다가 1931년 5월 체포되었다.
2005년에 대한민국 정부는 그의 공훈을 기려 건국훈장 애족장을 추서했다.